# پیشسانی
پیشسانی (به چکی: Píšťany) یک منطقهٔ مسکونی در جمهوری چک است که در ناحیه لیتومیریتسه واقع شده‌است. پیشسانی ۲٫۸۱ کیلومتر مربع مساحت و ۱۹۳ نفر جمعیت دارد و ۱۴۰ متر بالاتر از سطح دریا واقع شده‌است.